# Seneca (hrabstwo Crawford)
Seneca – miasto w Stanach Zjednoczonych, w stanie Wisconsin, w hrabstwie Crawford.